# Treadstone 71
Treadstone 71 is een fictief overheidsorgaan waarover geschreven wordt in de Bourne-trilogie door de Amerikaanse schrijver Robert Ludlum. Treadstone 71 is het overheidsorgaan waar het fictieve personage David Webb de fictieve naam Jason Bourne aanneemt om Carlos de Jakhals, een gevreesd huurmoordenaar te ontmaskeren.